# Shimmy (Tanz)
Shimmy ist ein aus dem Foxtrott entstandener Gesellschaftstanz, der etwa um 1918 in den USA kreiert wurde und 1920 nach Europa kam.
Nach diesem Tanz ist auch der Shimmy-Effekt benannt.

## Stil
Mit der Verbreitung des Jazz entwickelte sich dieser auch als Shimmy-sha-wabble oder Hootchy-Kootchy (von „to cooch“ = mit dem Hintern wackeln) genannte, alle Glieder des Leibes schüttelnde Tanzstil, der zunächst auf Rummelplätzen und bei Volksfesten vorgeführt wurde. Im Shimmy war die Paarstellung aufgelöst. In ihm sind afrikanische Tanzrelikte enthalten. So kommt das Schütteln der Schultern, das Beugen des gesamten Körpers und die X-Beine aus den Tänzen ehemaliger Sklavenarbeiter in den USA und Südamerika. Der Shimmy, bei dem der Körper von Kopf bis Fuß mit Hilfe der Bauchmuskeln geschüttelt wird, der Bumb, bei dem der Unterleib abrupt nach vorn gestoßen wird, der Grind, das Kreisen der Hüften, das Muskelzucken und das Stolzieren – sie alle gingen aus den Tänzen hervor, die die Amerikaner auf der Weltausstellung in Chicago 1893 gesehen hatten. Kennzeichnend für diesen Tanz war seine provokative Erotik, die von jugendlichen Tänzern gern als Zeichen des Protestes gegen überkommene Vorstellungen von Sittlichkeit bei der Elterngeneration verwendet wurde.
Als der Tanz etwa 1920 nach Europa gelangte, gaben ihm französische Tanzlehrer sittsamere Tanzfiguren. Hier verdrängte der Shimmy dann den bis dahin seit 1918 beliebten Modetanz Jazz. Er ist ein sogenannter „Platztanz“, die Schritte werden auf kleinstem Raum ausgeführt. Typisches Requisit der Shimmy-Tänzer waren auffallende Shimmy-Schuhe; diese Halbschuhe waren weiß-schwarz oder beige-schwarz gefärbt und liefen vorne spitz zu.

## Beispiele fürShimmymusik
- Ausgerechnet Bananen (Silver & Cohn)[4] Kapelle Bernard Etté, 1924.
- Tutankhamen-Shimmy (Jara Benes)[5]
- Bubikopf-Shimmy (Kollo)[6] Tanz-Orchester "Sascha Elmo" [d. i. Efim Schachmeister], 1924.

Es gab auch Kombinationen wie Shimmy-Fox oder den Shimmy-Blues:
- Titine Foxtrott-Shimmy (Léo Daniderff)[7] Kapelle Marek Weber 1924
- Wenn dein Schatz die Treue bricht, Shimmy Fox (May & Neubach)[8] Orchester mit Gesang, 1925.
- Wenn du mich sitzen lässt... Shimmy-blues aus "Die Zirkusprinzessin" (Kálmán)[9] Saxophon-Orchester Dobbri, 1926.
- Wait till to-morrow night, Shimmy Blues (Leslie, Palmer & Woods)[10] Dajos Béla, 1926.

In der Hindemith-Suite (1922) gibt es einen Shimmy, ebenso bei Martinů („Marionetten“) und bei Ervín Schulhoffs Partity pro klavír ("Shimmy-Jazz").
Um den Shimmy entwickelte sich ein regelrechter Modestil. Beliebt bei den Tänzern waren auch die weißen und beigen spitzen Shimmyschuhe.

## Weblink
- Der Shimmy. Archiviert vom Original am 23. November 2014; abgerufen am 22. Juni 2020.